# Operativo policial en Atenco de 2006
El operativo policial en Atenco de 2006 fueron una serie de acciones policiales de la Policía Federal Preventiva de México, la Agencia de Seguridad Estatal (ASE) del Estado de México y la Policía Militar del Ejército Mexicano contra la policía municipal y habitantes del pueblo, militantes del Frente de Pueblos en Defensa de la Tierra (FPDT) y otros adherentes a La Otra Campaña del EZLN tras una serie de enfrentamientos violentos en la ciudad de San Salvador Atenco los días 3 y 4 de mayo de 2006.
El operativo dejó como resultado el fallecimiento de Alexis Benhumea y Javier Cortés, la detención de 207 personas —entre ellas 10 menores de edad—, 146 detenciones arbitrarias, la expulsión de cinco extranjeros y quejas contra elementos policiacos por abusos y violaciones sexuales a 26 mujeres. Según la Corte Interamericana de Derechos Humanos y la Comisión Nacional de los Derechos Humanos de México, en dichos hechos hubo violaciones graves a los derechos humanos, así como un uso excesivo de la fuerza por parte de la policía y el pleno de la Suprema Corte de Justicia de la Nación determinó que servidores públicos de la Agencia de Seguridad Estatal y el Gobierno del Estado de México cometieron "violaciones graves de garantías individuales" en contra de pobladores de donde ocurrieron los hechos, activistas y periodistas.
En 2011 la Comisión Interamericana de Derechos Humanos (CIDH) aceptó la petición inicial hecha en 2008 por once mujeres víctimas de distintas conductas criminales en los hechos, representadas por el Centro de Derechos Humanos Miguel Agustín Pro Juárez (ProDH) y el Centro por la Justicia y el Derecho Internacional (CEJIL). Luego de procesos jurídicos, la comisión emitió el Informe número 74.15 del caso 12.846, donde determinó que el gobierno de México en distintos niveles fue responsable de detenciones ilegales y arbitrarias, torturas físicas, psicológicas y sexuales, carencia de acceso a la justicia y otras violaciones a derechos humanos de las víctimas y emitió una serie de recomendaciones al mismo, las cuales fueron desatendidas por el Estado mexicano. El Caso Mujeres de Atenco vs. Estado Mexicano fue trasladado a la Corte Interamericana de Derechos Humanos. En una audiencia pública realizada por este tribunal internacional en 2017 a las once mujeres víctimas peticionarias, la CIDH destacó que dada la severidad de la violencia a las víctimas por la policía mexicana, el caso es «emblemático por la tortura y discriminación por razones de género» fallando a favor de las víctimas el 28 de noviembre de 2018.

## Antecedentes

### Acciones contra el aeropuerto en Texcoco
Vicente Fox, entonces presidente de México, anunció el 22 de octubre de 2001 que la sede del Nuevo Aeropuerto de la Ciudad de México serían terrenos agrícolas de la zona de Texcoco. Inmediatamente después ejidatarios de las poblaciones de San Salvador Atenco, Tocuila, Nexquipayac, Acuexcomac, San Felipe y Santa Cruz de Abajo iniciaron manifestaciones y bloqueos de vialidades en contra del anuncio, oponiéndose al proyecto federal. Dichos campesinos conformaron el Frente de Pueblos en Defensa de la Tierra (FPDT) e iniciaron movilizaciones que consiguieron apoyos sociales en la capital mexicana y otros estados.
El FPDT inició una oposición jurídica que incluso recibió el apoyo del jurista Ignacio Burgoa. En noviembre de 2001 los campesinos marcharon hasta la Residencia Oficial de Los Pinos, donde exigieron a Vicente Fox la realización de un debate público. En los meses siguientes continuaron las movilizaciones hasta que el 11 de julio, en una protesta en un acto público de Arturo Montiel Rojas, que entonces era gobernador del Estado de México, se desató un enfrentamiento entre policías e integrantes del FPDT en el Poblado de Santa Catarina en la autopista Acolman-Pirámides, dejando cientos de detenidos entre ellos los líderes del frente, policías golpeados y funcionarios retenidos por los campesinos en demanda de la liberación de sus simpatizantes. El 14 de julio de 2002 fueron liberados todos los detenidos por los enfrentamientos. Pocos días después, el 24 de julio de 2002, falleció José Espinoza Juárez, un campesino que según el FPDT no pudo correr tras la huida del lugar de los activistas, quedó rezagado y fue golpeado por policías. Según las autoridades del gobierno federal de México y de la Procuraduría General de Justicia del Estado de México, Espinosa falleció por complicaciones por la diabetes que padecía, aunque reconoció que fue internado con traumatismo cranoencefálico. Su viuda declaró que Espinosa no era parte de los activistas de Atenco y que incluso fue presionado a participar en los hechos, lo que fue negado por los campesinos.
El 2 de agosto de 2002 la Presidencia de la República de México anunció la cancelación del proyecto. A partir de entonces el FPDT constituyó un movimiento social que participaría en diversos movimientos sociales opositores al gobierno mexicano. Un cable filtrado por Wikileaks reportado en 2013 por Aristegui Noticias mostró que previo al conflicto social que suscitó el operativo, existía la intención de Vicente Fox de «mostrar firmeza» desde su presidencia hacia el movimiento de Atenco en el contexto de las Elecciones federales de México de 2006.

### La Agencia de Seguridad Estatal
La llegada a la gubernatura del Estado de México por parte de Enrique Peña Nieto en 2006 significó la creación de la Agencia de Seguridad Estatal, un nuevo cuerpo policiaco que absorbería a otros con el fin de «reorganizar» la estrategia de seguridad mexiquense. Dicha agencia, adscrita a la Secretaría General de Gobierno, se conformó con elementos de diferentes corporaciones previas. 

## Cronología

### 3 de mayo
A las 7:00 horas un operativo de policías de la policía municipal de Texcoco y de la policía estatal del Estado de México intentó retirar a ocho vendedores de flores simpatizantes del FPDT de la acera de la calle Fray Pedro de Gante fuera del mercado "Belisario Domínguez" de la cabecera municipal de Texcoco. Era la víspera de la fiesta de la Santa Cruz, en la cual se venden muchas flores para dichas celebraciones. Existía un operativo de reubicación de comercio informal fuera del mercado, bajo el cual se ampararon las autoridades para actuar e intentar retirarlos. Tras algunos enfrentamientos, Ignacio Del Valle Medina y otros líderes del FPDT intentaron negociar con el Subprocurador de Texcoco y el director de Gobernación de la Región de Texcoco, la instalación de los vendedores y la retirada de los cuerpos policiacos. Estas negociaciones de instalación y reinstalación fueron hechas semanas meses antes de los hechos. Los vendedores decidieron que se quedarían. Las fuerzas policiacas también permanecieron en las inmediaciones del mercado.
Un operativo para reubicar a los vendedores de flores terminó en una batalla campal entre los policías, los vecinos de Texcoco y Atenco. En respuesta a esos hechos, integrantes del FPDT apoyados por simpatizantes de La Otra Campaña bloquearon la carretera Texcoco-Lechería, exigiendo la reinstalación de los vendedores. Los ambulantes emplearon machetes para repeler a la policía y se atrincheraron en la casa ubicada en Manuel González número 5, de donde fueron detenidas con violencia y destrucción del patrimonio 84 personas, allanando casas particulares, a las 17:45 horas.[cita requerida] En respuesta el FPDT tomó como rehenes a 5 policías municipales, 5 estatales y 2 policías ministeriales, dando como condición de liberación y de apertura del bloqueo la liberación de los 84 detenidos y la reinstalación de los vendedores municipales.[cita requerida] El Gobierno del Estado de México, encabezado por Enrique Peña Nieto, dio la orden de romper el bloqueo de la autopista con 200 agentes que fueron repelidos por los manifestantes con palos, piedras, machetes, cócteles molotov e incluso la amenaza de hacer estallar una pipa de gas.[cita requerida] Reporteros y fotógrafos fueron golpeados por policías para evitar tomas de fotos y videos.
Los medios de comunicación como Televisa y Televisión Azteca transmitieron de forma repetida las imágenes en donde los manifestantes golpearon a un policía antimotines en los testículos cuando ya se encontraba en el suelo. A la par de la repetición, conductores de estos medios exigían el arribo de más policías a Atenco para defender a los policías de los ataques de los manifestantes. En transmisión televisiva de alcance nacional a las 15:20 (hora local de México) por el noticiario Hechos meridiano de Televisión Azteca con el conductor Jorge Zarza, el reportero Miguel Aquino hablaba sobre como los pobladores hacían correr a los elementos policiacos en la autopista y declara:

es lamentable, triste y sobre todo, pues, en su momento indignante el hecho de que la policía ha salido corriendo de San Salvador Atenco
Reportero Miguel Aquino

a lo que el conductor Jorge Zarza responde 

es una vergüenza lo que estamos viendo en la televisión. Yo no se que espera el gobierno para dar una orden más fuerte, más precisa, para acabar con estos hombres que están atacando a la policía. Están quedando en vergüenza, está quedando en entredicho... insisto, al gobernador, a la autoridad de la policía, si el diálogo en este momento es insuficiente, que manden más policías para acabar de una vez con todas con este asunto....
Jorge Zarza

La conductora del programa Gloria Pérez Jácome ante una llamada del público que pedía imparcialidad en la cobertura informativa le contesta al aire:

No señor, estamos pidiendo más policías para defender a los policías
Gloria Pérez Jácome

Por la noche el gobernador Peña Nieto declara a la misma cadena televisiva que el asunto no estaba resuelto, pero que "estaba detenido el autor intelectual de estos hechos, Ignacio del Valle". Los pobladores reforzaron el bloqueo de la autopista y toman el centro y el auditorio municipal de San Salvador Atenco —donde retenían a los funcionarios públicos—. Instalaron barricadas y llamaron a la población arrojando cohetones y tocando las campanas de la iglesia.[cita requerida] En los principales medios de comunicación se hablaba ya de la recuperación del poblado al día siguiente y del rescate de los policías secuestrados. Para ello el gobernador Peña Nieto pidió ayuda de la secretaría de Seguridad Pública federal, la cual fue autorizada. El operativo fue diseñado por Wilfrido Robledo Madrid, comisionado de la ASE, quien observó en un sobrevuelo en helicóptero que la parte sur del pueblo no estaba reforzada por manifestantes, por lo que cinco grupos de policías, con la PFP como vanguardia, tomarían al día siguiente el poblado. El operativo fue aprobado por Peña Nieto a las 2 de la mañana del 4 de mayo.

### 4 de mayo
A las seis de la mañana 1,815 elementos de la Agencia de Seguridad Estatal y 700 de la Policía Federal Preventiva llegaron a San Salvador Atenco
Todos los bloqueos fueron abiertos por los elementos policiacos armados con equipamiento antimotines, con poca resistencia por parte de los atenquenses. El operativo final, en donde fueron liberados los retenidos, se realizó con la destrucción del auditorio municipal y violencia excesiva, particularmente en la calle Florida. 

A las 7:30 de la mañana comenzó la detención de los últimos hombres y mujeres que resistieron. La calle Florida se convirtió en un corredor de violencia inaudita. Los dos agentes policiacos lesionados -uno sangrando de la cabeza y el otro con la rodilla destrozada- fueron atendidos ahí mismo. Ahí fue vejado Jorge Salinas Cardón, quien gritaba: ¡Soy de Teléfonos de México!. Pues sí, le respondió un policía estatal, pero eres el cabrón que ayer se divertía aventándonos piedras y bombas.

Mientras Salinas sangraba de la cabeza los policías lo insultaban y el hombre se azotaba sobre el pavimento. Luego, suplicante les decía: No es verdad, soy inocente. Todo fue inútil...
Javier Salinas, René Ramón, Gustavo Castillo, Roberto Garduño; corresponsales y enviados

En las imágenes televisivas, obtenidas en la primera línea de acción policiaca y transmitidas en vivo por Televisa y Televisión Azteca, se observa como hasta diez o quince policías golpean a una sola persona. Las y los detenidos fueron golpeados en las camionetas policiacas y muchas mujeres fueron abusadas sexualmente cuando eran trasladadas a los centros de detención. Según la Comisión Nacional de los Derechos Humanos de México, en su recomendación 2006/0038 en este operativo los servidores públicos que participaron en el operativo cometieron los siguientes hechos violatorios:
- Detención arbitraria
- Trato cruel, inhumano o degradante y lesiones
- Allanamiento de morada
- Retención ilegal
- Incomunicación
- Tortura
- Violación a la libertad sexual mediante abuso sexual y violación
- Violación al derecho a la vida
- Violación a los derechos de los menores
- Violación a los derechos a la legalidad y seguridad jurídica

En todas estas acciones, según la SCJN:

...se  produjo  la  muerte  de  otro  menor  por contusión,   se   llevaron   a   cabo   detenciones de civiles   desde   el   interior   de   domicilios particulares  y  se  evidenció  que  algunos  de  los  elementos  portaron  armas  de  fuego.  En relación a estos sucesos, los detenidos denunciaron múltiples agresiones físicas, amenazas y  agresiones  de connotación  sexual,  además  de  un  trato  indigno  y  una  deficiente  atención médica en los centros de reclusión
Suprema Corte de Justicia de la Nación

Según Amnistía Internacional:

En el operativo policial se cometieron graves violaciones de derechos humanos. Más de 200 manifestantes, entre ellos 47 mujeres, fueron detenidas en una operación de la policía federal, estatal y municipal. En el curso de ella se  hizo uso excesivo de la fuera y se torturó y  maltrató a personas detenidas.
Amnistía Internacional

A las 18:00 horas el Secretario de Gobierno Humberto Benítez reportó 33 policías heridos y 31 participantes en el disturbio detenidos. Entre los detenidos estuvo Ignacio del Valle, líder de los opositores a la construcción de un aeropuerto en esa zona.
En total, el número de detenidos y heridos a causa de los actos de represión del 3 y 4 de mayo alcanzó las 290 personas. Para el contralmirante y exdirector del Cisen, Wilfrido Robledo Madrid, el operativo resultó “limpio”.
Luego de 4 días se conocieron varias denuncias de violación a mujeres detenidas, entre ellas reporteras extranjeras que fueron deportadas inmediatamente; aunque algunas de estas denuncias luego fueron cambiadas a las de acoso sexual. Además el caso de dos jóvenes muertos, Javier Cortés (14 años) y Alexis Benhumea (20 años). La muerte de Cortés fue repudiada por el Fondo de las Naciones Unidas para la Infancia en México a través de su representante, Yoriko Yasukawa.
En algunos estados y en el Distrito Federal se llevaron a cabo bloqueos de calles y carreteras, marchas y paros intermitentes de labores en facultades y escuelas en solidaridad con las organizaciones de base pro-zapatistas que habían sido reprimidas. Eso dio un impulso adicional a La Otra Campaña a través de muestras de solidaridad y campañas en varios sectores de izquierda del país bajo el lema "Todos somos Atenco".
El 5 de mayo, José Antonio Villanueva Lira, jefe de la subsección del servicio militar nacional de la Armada de México, declararía en el marco de la ceremonia de jura de bandera de 150 jóvenes conscriptos, que “los recientes acontecimientos de violencia y enfrentamiento entre actores sociales y autoridades del gobierno son hechos aislados de gente protagonista que quiere figurar en los escenarios políticos y sociales”, y aseguró que los jóvenes preparados en la Armada “estarían listos” de ser requeridos por el Estado mexicano. Mientras tanto, cientos de personas se preparaban para romper pacíficamente el cerco policiaco-militar de San Salvador Atenco. Al frente, rodeado por una burbuja humana, iría el Subcomandante Marcos y, tras él en primer término, los contingentes de estudiantes de Chapingo, el IPN, la UNAM y la UAM.
A partir de este momento simpatizantes de La Otra Campaña organizaron reuniones, asambleas plenarias de adherentes, movilizaciones, bloqueos, conciertos y toda una serie de acciones legales, tanto dentro como fuera del país, con el objetivo de demandar la liberación de las y los adherentes detenidos; de entre todas estas acciones destacaría el plantón de amigos y familiares de las y los presos a las afueras del Centro de Prevención y Readaptación Social de Santiaguito Tlalcilalcali, en Almoloya de Juárez, Estado de México; donde estaban recluidos la mayoría de las y los presos políticos de los días 3 y 4 de mayo. En mayo de 2007 los presos así como el plantón, fueron trasladados al Penal de Molino de Flores Texcoco.

## Consecuencias
Al expresidente Enrique Peña Nieto y en aquel entonces gobernador mexiquense, se le ha criticado por las violaciones de los derechos humanos de diversos manifestantes en San Salvador Atenco, donde diversos organismos, entre ellos la Comisión Nacional de Derechos Humanos han documentado abusos de parte de la fuerza policial donde afirmó que hubo detenciones arbitrarias, trato cruel, inhumano y/o degradante, allanamientos de morada, tortura, abuso sexual y violaciones a 26 mujeres, violación a los derechos de los menores. Los acontecimientos fueron citados en su contra durante las elecciones presidenciales de 2012, donde resultó electo.
Los actos de represión no sólo significaron una dinámica distinta en cuanto lo organizativo al interior de La Otra Campaña. También repercutieron en la estrategia mediática de la Comisión Sexta del EZLN.
Un año después del operativo, tres integrantes del Frente de Pueblos en Defensa de la Tierra (FPDT) detenidos durante los operativos (Ignacio Del Valle Medina, Héctor Galindo Cochicoa y Felipe Álvarez), acusados de "secuestro equiparado", fueron sentenciados a 67 años y medio de prisión en el CEFERESO 1 penal de máxima seguridad del Altiplano; lo cual dada la edad de los presos técnicamente equivale a cadena perpetua. Además de diez personas acusadas por el delito de secuestro equiparado han sido sentenciadas a 31 años, 11 meses y 15 días de cárcel en el Penal de Molino de Flores Texcoco sus nombres son: Oscar Hernández Pacheco, Alejandro Pilón Zacate, Julio Espinosa Ramírez, Juan Carlos Estrada Cruces, Jorge Ordóñez Romero, Adán Ordóñez Romero, Narciso Arellano Hernández, Inés Rodolfo Cuellar Rivera y Eduardo Morales Reyes.
Por otra parte, 21 policías fueron acusados formalmente, de los cuales 15 fueron expulsados de la fuerza policial y 6 más siguieron bajo investigación. El 23 de septiembre de 2008, un tribunal superior requirió que fuese despedido el policía Doroteo Blas Marcelo, y le ordenó que pagara daños y perjuicios a una de las víctimas y los otros cinco policías fueron acusados de abuso de autoridad y fueron sometidos a juicio penal.
En febrero de 2009 la Suprema Corte de Justicia de la Nación (SCJN) llegó a la conclusión de que las autoridades policiacas que intervinieron en los enfrentamientos que se registraron en San Salvador Atenco, Estado de México, incurrieron en violaciones graves a las garantías individuales de la población.
A finales del mes de marzo del 2009 el músico Manu Chao fue investigado por autoridades migratorias de México debido a las declaraciones que hizo en torno al caso; Manu se encontraba en México en un Festival de cine, donde fue invitado para que presentara sus películas favoritas, dentro de una conferencia de prensa Manu expresó su inconformidad con este caso y llamó terroristas a las personas que autorizaron esta invasión.
En 2010, la Suprema Corte de Justicia de la Nación decide atraer el caso. En este marco, se presenta el informe colaborativo "12 presos por la defensa de la tierra"y América del Valle, perseguida política, decide pedir asilo a la embajada de Venezuela en México. El 30 de junio de 2010, la SCJN dictaminó la libertad, de manera lisa y llana, de los 12 presos de Atenco.

### Caso ante la CIDH
Debido a que consideraron que en México no se había hecho justicia al caso, en 2008 once mujeres víctimas del operativo policiaco presentaron ante la CIDH una petición por los presuntos delitos en contra suya, apoyadas por el Centro PRODH y la CEJIL. En 2011 la CIDH dio aceptación a la petición luego de una investigación y audiencias.

#### Informe número 74.15 del caso 12.846
Los resultados de las diligencias de la CIDH se reflejaron en el Informe número 74.15 del caso 12.846. Dicho documento concluyó que el estado mexicano fue responsable de la violación a distintas convenciones internacionales de derechos humanos en perjuicio de las peticionarias. El informe lo consigna así:

a) La violación de los derechos a la libertad personal y garantías judiciales, establecidos en los
artículos 7.1, 7.2, 7.3, 7.4, 8.2 b), 8.2 d) y 8.2 e) de la Convención Americana en relación con el
artículo 1.1 del mismo instrumento, en perjuicio de Mariana Selvas Gómez, Georgina Edith
Rosales Gutiérrez, María Patricia Romero Hernández, Norma Aidé Jiménez Osorio, Claudia
Hernández Martínez, Bárbara Italia Méndez Moreno, Ana María Velasco Rodríguez, Yolanda
Muñoz Diosdada, Cristina Sánchez Hernández, Patricia Torres Linares y Suhelen Gabriela Cuevas
Jaramillo.

b) La violación de los derechos a la integridad personal, a la vida privada, autonomía y dignidad, a la
igualdad y no discriminación, a no ser torturada y a vivir libre de violencia, establecidos en los
artículos 5.1, 5.2, 11 y 24 de la Convención Americana en relación con el artículo 1.1 del mismo
instrumento, en los artículos 1 y 6 de la CIPST y en el artículo 7.a) de la Convención de Belém do
Pará en perjuicio de Mariana Selvas Gómez, Georgina Edith Rosales Gutiérrez, María Patricia
Romero Hernández, Norma Aidé Jiménez Osorio, Claudia Hernández Martínez, Bárbara Italia
Méndez Moreno, Ana María Velasco Rodríguez, Yolanda Muñoz Diosdada, Cristina Sánchez
Hernández, Patricia Torres Linares y Suhelen Gabriela Cuevas Jaramillo.
c) La violación de los derechos a las garantías judiciales y protección judicial, establecidos en los
artículos 8.1 y 25.1 de la Convención Americana en relación con el artículo 1.1 del mismo
instrumento; de los derechos establecidos en los artículos 1, 6 y 8 de la CIPST y 7 de la
Convención de Belém do Pará; en perjuicio de Mariana Selvas Gómez, Georgina Edith Rosales
Gutiérrez, María Patricia Romero Hernández, Norma Aidé Jiménez Osorio, Claudia Hernández
Martínez, Bárbara Italia Méndez Moreno, Ana María Velasco Rodríguez, Yolanda Muñoz
Diosdada, Cristina Sánchez Hernández, Patricia Torres Linares y Suhelen Gabriela Cuevas
Jaramillo.

d) La violación del derecho a la integridad personal, establecido en el artículo 5.1 de la Convención
Americana en relación con el artículo 1.1 del mismo instrumento, en perjuicio de los familiares
de las once mujeres, conforme se indica en el anexo único del presente informe.
Comisión Interamericana de Derechos Humanos, op cit.

Derivado de estas conclusiones, la secretaria ejecutiva adjunta de la CIDH Elizabeth Abi-Mershed, en representación de la misma, emitió las siguientes recomendaciones al gobierno mexicano:

1. Disponer una reparación integral a favor de Mariana Selvas Gómez, Georgina Edith Rosales
Gutiérrez, María Patricia Romero Hernández, Norma Aidé Jiménez Osorio, Claudia Hernández Martínez,
Bárbara Italia Méndez Moreno, Ana María Velasco Rodríguez, Yolanda Muñoz Diosdada, Cristina Sánchez
Hernández, Patricia Torres Linares y Suhelen Gabriela Cuevas Jaramillo, por las violaciones de derechos
humanos declaradas en el presente informe. Esta reparación debe incluir tanto el aspecto material como
moral. 

2. Brindar de forma gratuita, inmediata y por el tiempo que sea necesario, el tratamiento
médico y psicológico o psiquiátrico, según corresponda, a las víctimas del presente caso que así lo soliciten y
de manera concertada con ellas.

3. Continuar investigando de manera efectiva, con la debida diligencia y dentro de un plazo
razonable, con el objeto de esclarecer en forma integral los hechos violatorios de la Convención Americana y
otros instrumentos interamericanos e identificar y sancionar los distintos grados de responsabilidad, desde la autoría material hasta posibles autorías intelectuales y otras formas de responsabilidad, incluyendo aquellas
derivadas de la cadena de mando, de las distintas formas de participación de diversos cuerpos de seguridad tanto de nivel estatal como federal, así como de posibles actos de encubrimiento u omisión. Asimismo, en el marco del cumplimiento de esta recomendación el Estado deberá evitar cualquier forma de revictimización y asegurar que la calificación jurídica de los hechos sea conforme a los estándares descritos en el presente informe.

4. Disponer las medidas administrativas, disciplinarias o penales correspondientes frente a las acciones u omisiones de los funcionarios estatales que contribuyeron a los distintos factores de denegación
de justicia identificados en el presente informe.

5. Adoptar medidas legislativas, administrativas y de otra índole, para evitar la repetición de violaciones de derechos humanos como las cometidas en el presente caso. En particular, el Estado deberá adoptar medidas de no repetición dirigidas a capacitar a los cuerpos de seguridad tanto a nivel federal como estatal en la prohibición absoluta de la tortura y de la violencia sexual y de otra índole contra la mujer, así como a enviar un claro mensaje de repudio a este tipo de actos. El contenido de esta medida deberá extenderse a personal médico y todo funcionario estatal a cargo de las diferentes etapas de una investigación
de hechos como los sucedidos en el presente caso. Asimismo, el Estado deberá fortalecer la capacidad
institucional para asegurar que las investigaciones de casos de alegada violencia sexual en general y de
tortura sexual por parte de agentes estatales en particular, sean compatibles con los estándares descritos en el presente informe.
CIDH.